# Notre-Dame-de-Commiers
Pour les articles homonymes, voir Notre-Dame.
Notre-Dame-de-Commiers est une commune française située dans le département de l'Isère, en région Auvergne-Rhône-Alpes.
Ses habitants s'appellent les "Commérots" et "Commérottes".

## Géographie

### Situation et description
La commune est située dans la partie méridionale du département de l'Isère. Rattachée à la métropole de Grenoble, son territoire est traversé par le 45e parallèle nord, est de ce fait située à égale distance du pôle Nord et de l'équateur terrestre (environ 5 000 km).

### Communes limitrophes
| Vif                      |                        | Saint-Georges-de-Commiers |
|                          | Notre-Dame-de-Commiers | Notre-Dame-de-Vaulx       |
| Saint-Martin-de-la-Cluze | Monteynard             | Avignonet                 |

### Climat
Pour des articles plus généraux, voir Climat d'Auvergne-Rhône-Alpes et Climat de l'Isère.
En 2010, le climat de la commune est de type climat des marges montargnardes, selon une étude du Centre national de la recherche scientifique s'appuyant sur une série de données couvrant la période 1971-2000. En 2020, Météo-France publie une typologie des climats de la France métropolitaine dans laquelle la commune est exposée à un climat de montagne ou de marges de montagne et est dans une zone de transition entre les régions climatiques « Alpes du nord » et « Alpes du sud ». 
Pour la période 1971-2000, la température annuelle moyenne est de 10,6 °C, avec une amplitude thermique annuelle de 18,6 °C. Le cumul annuel moyen de précipitations est de 1 170 mm, avec 9,7 jours de précipitations en janvier et 6,5 jours en juillet. Pour la période 1991-2020, la température moyenne annuelle observée sur la station météorologique de Météo-France la plus proche, « Monestier », sur la commune de Monestier-de-Clermont à 11 km à vol d'oiseau, est de 9,9 °C et le cumul annuel moyen de précipitations est de 1 062,6 mm,. Pour l'avenir, les paramètres climatiques de la commune estimés pour 2050 selon différents scénarios d'émission de gaz à effet de serre sont consultables sur un site dédié publié par Météo-France en novembre 2022.

### Hydrographie
Le territoire communal est bordé par le Drac, un affluent en rive gauche de l'Isère et qui rejoint celle-ci à Grenoble.

### Voies de communication et transport
La route nationale RN 529, aujourd'hui déclassée au domaine départementale, traverse la commune et relie le Pont de Champ (peu avant la confluence entre la Romanche et le Drac) à La Mure, à 22 km au sud-est. C'est une des voies d'accès au plateau de la Matheysine ; elle est très fréquentée notamment par les poids lourds, puisqu'elle permet d'éviter la dangereuse rampe de Laffrey, sur l'autre versant du Conest, mais conduit à traverser les quatre villages de Saint-Georges, Saint-Pierre, Notre-Dame-de-Commiers et Monteynard. Cette route pittoresque est également prisée des touristes pour les vues spectaculaires qu'elle offre en balcon sur le lac de Notre-Dame-de-Commiers et au-delà les falaises du Vercors et les Deux Sœurs.
On y trouve également une ancienne gare située sur le chemin de fer de la Mure aujourd'hui affectée à un usage privé à la suite de l'abandon de la ligne consécutif à l'éboulement d'octobre 2010.

## Urbanisme

### Typologie
Au 1er janvier 2024, Notre-Dame-de-Commiers est catégorisée commune rurale à habitat dispersé, selon la nouvelle grille communale de densité à sept niveaux définie par l'Insee en 2022.
Elle est située hors unité urbaine. Par ailleurs la commune fait partie de l'aire d'attraction de Grenoble, dont elle est une commune de la couronne,. Cette aire, qui regroupe 204 communes, est catégorisée dans les aires de 700 000 habitants ou plus (hors Paris),.

### Occupation des sols
L'occupation des sols de la commune, telle qu'elle ressort de la base de données européenne d’occupation biophysique des sols Corine Land Cover (CLC), est marquée par l'importance des forêts et milieux semi-naturels (66,8 % en 2018), une proportion identique à celle de 1990 (66,8 %). La répartition détaillée en 2018 est la suivante :
forêts (66,8 %), zones agricoles hétérogènes (16 %), prairies (7,6 %), eaux continentales (5 %), zones urbanisées (4,6 %). L'évolution de l’occupation des sols de la commune et de ses infrastructures peut être observée sur les différentes représentations cartographiques du territoire : la carte de Cassini (XVIIIe siècle), la carte d'état-major (1820-1866) et les cartes ou photos aériennes de l'IGN pour la période actuelle (1950 à aujourd'hui).

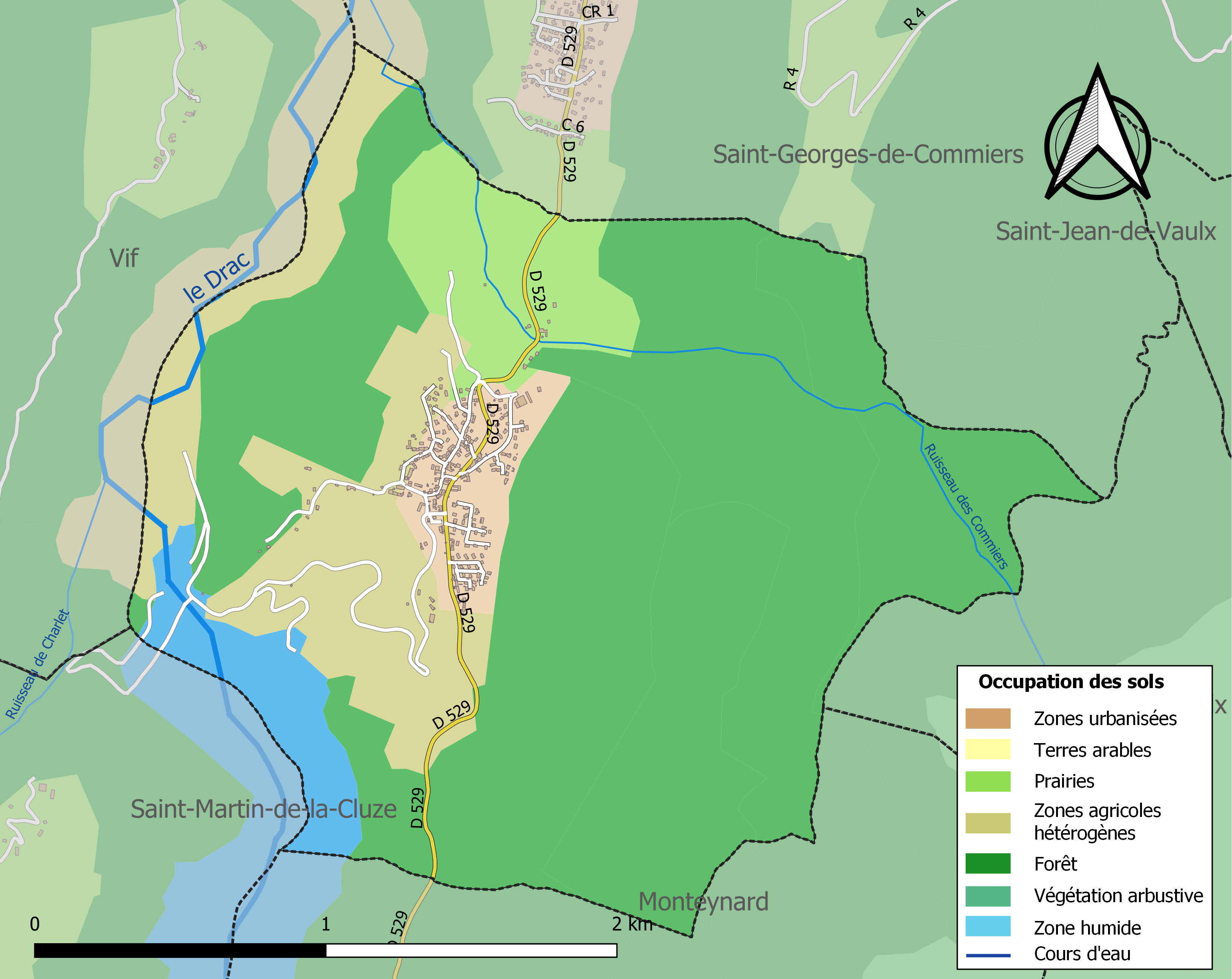
Carte des infrastructures et de l'occupation des sols de la commune en 2018 (CLC).

### Risques naturels et technologiques

#### Risques sismiques
L'ensemble du territoire de la commune de Notre-Dame-de-Commiers est situé en zone de sismicité no 4 (sur une échelle de 1 à 5), mais à proximité de la bordure occidentale de la zone no 3.
| Type de zone | Niveau            | Définitions (bâtiment à risque normal) |
| ------------ | ----------------- | -------------------------------------- |
| Zone 4       | Sismisité moyenne | accélération = 1,6 m/s2                |

## Toponymie
Le toponyme de « Commiers », qui fait référence à la région située entre la montagne du Conest et le fond de la vallée du Drac, est attesté dès le Haut Moyen Âge : Comario apud Gratianopoiltana au VIIIe siècle, puis Sanctus Georgius Vallis de Comeriis à partir du Moyen Âge central. On trouve aussi Saint-Georges en Graisivaudan au XVe siècle. Commiers pourrait être une altération de cormier, autre nom du sorbier, ou bien venir du latin culmen, le sommet.

## Histoire

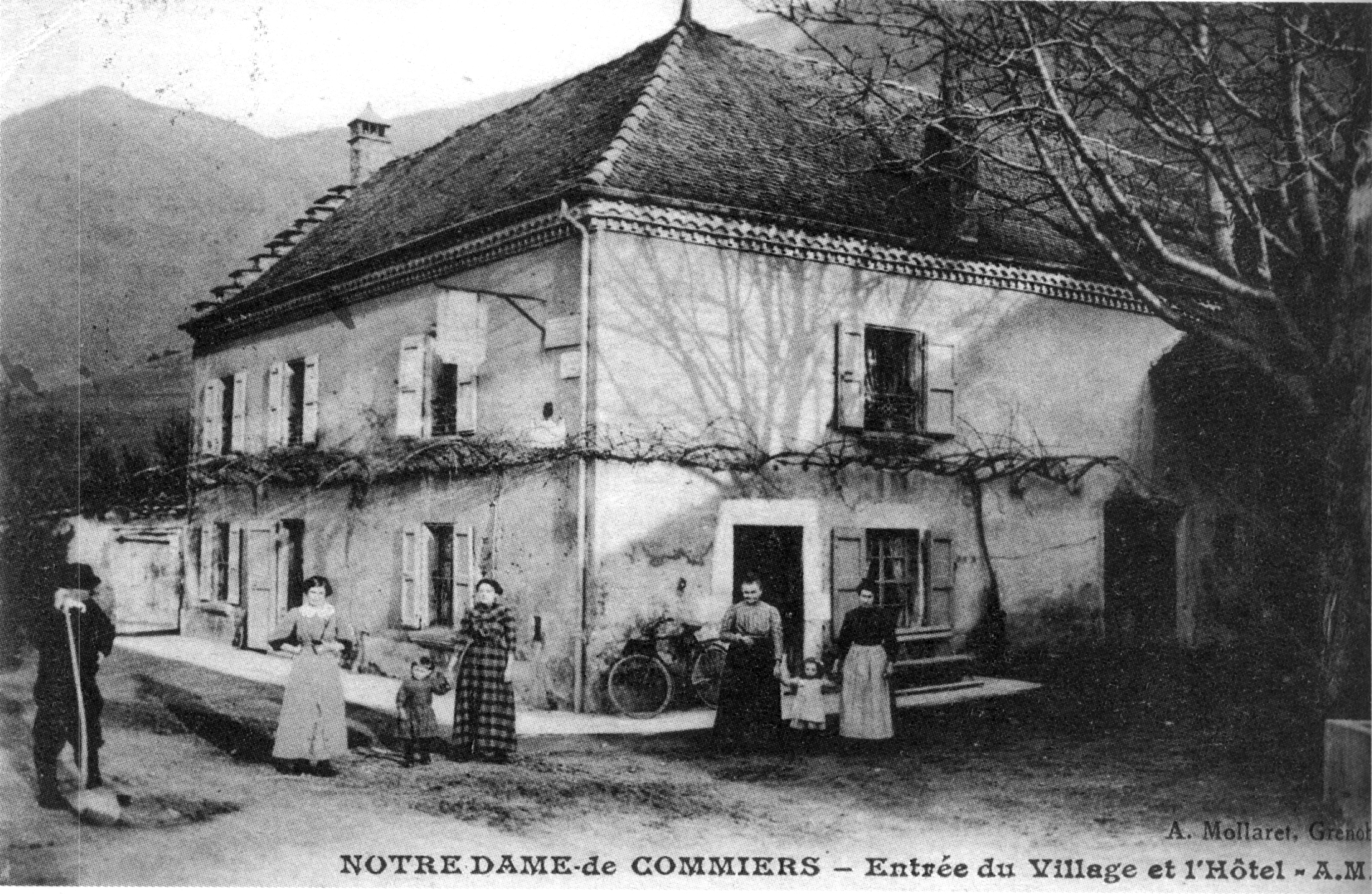
L'entrée du village et l'hôtel en 1908.

## Politique et administration

### Liste des maires
| Période                                  | Période  | Identité       | Étiquette | Qualité |
| ---------------------------------------- | -------- | -------------- | --------- | ------- |
| mars 2001                                | En cours | Patrick Marron | DVG       | Employé |
| Les données manquantes sont à compléter. |          |                |           |         |

## Population et société

### Démographie
L'évolution du nombre d'habitants est connue à travers les recensements de la population effectués dans la commune depuis 1793. Pour les communes de moins de 10 000 habitants, une enquête de recensement portant sur toute la population est réalisée tous les cinq ans, les populations de référence des années intermédiaires étant quant à elles estimées par interpolation ou extrapolation. Pour la commune, le premier recensement exhaustif entrant dans le cadre du nouveau dispositif a été réalisé en 2007.

En 2022, la commune comptait 527 habitants, en évolution de +5,82 % par rapport à 2016 (Isère : +3,07 %, France hors Mayotte : +2,11 %).
| 1793 | 1800 | 1806 | 1821 | 1831 | 1836 | 1841 | 1846 | 1851 |
| ---- | ---- | ---- | ---- | ---- | ---- | ---- | ---- | ---- |
| 171  | 219  | 197  | 238  | 262  | 270  | 258  | 248  | 269  |

| 1856 | 1861 | 1866 | 1872 | 1876 | 1881 | 1886 | 1891 | 1896 |
| ---- | ---- | ---- | ---- | ---- | ---- | ---- | ---- | ---- |
| 262  | 260  | 258  | 272  | 261  | 281  | 278  | 232  | 223  |

| 1901 | 1906 | 1911 | 1921 | 1926 | 1931 | 1936 | 1946 | 1954 |
| ---- | ---- | ---- | ---- | ---- | ---- | ---- | ---- | ---- |
| 210  | 196  | 165  | 137  | 157  | 201  | 132  | 142  | 133  |

| 1962 | 1968 | 1975 | 1982 | 1990 | 1999 | 2006 | 2007 | 2012 |
| ---- | ---- | ---- | ---- | ---- | ---- | ---- | ---- | ---- |
| 483  | 118  | 185  | 216  | 302  | 377  | 452  | 463  | 460  |

| 2017 | 2022 | - | - | - | - | - | - | - |
| ---- | ---- | - | - | - | - | - | - | - |
| 518  | 527  | - | - | - | - | - | - | - |

### Enseignement
La commune de Notre-Dame-de-Commiers est rattachée à l'académie de Grenoble.

### Médias
Historiquement, le quotidien régional Le Dauphiné libéré consacre, chaque jour, y compris le dimanche, dans son édition Grenoble-Sud, un ou plusieurs articles à l'actualité de l'agglomération ainsi que des informations sur les éventuelles manifestations locales.

### Cultes
L'église (propriété de la commune) et la communauté catholique Notre-Dame-de-Commiers sont rattachées à la paroisse catholique Saint-Loup, qui recouvre en tout onze églises de la vallée de la Gresse et de sa région, et dont la maison paroissiale et le presbytère se trouvent à Vif. Cette paroisse dépend de la doyenné « Montagnes Sud » du diocèse de Grenoble-Vienne.

## Culture locale et patrimoine

### Lieux et monuments

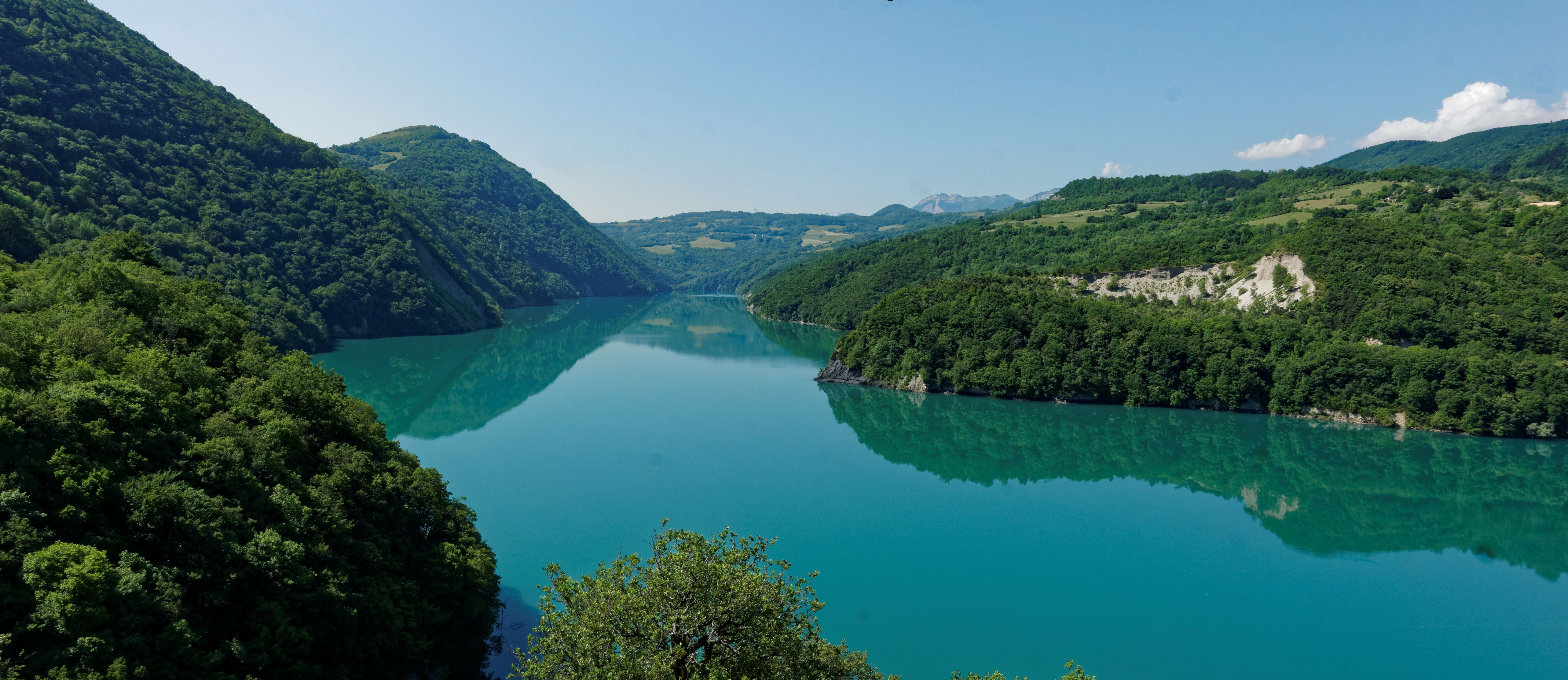
Le lac de Notre-Dame-de-Commiers.

- L'église Notre-Dame, anciennement intégrée au prieuré de Notre-Dame-de-Commiers, aujourd'hui détruit[19] ; à l'origine du XIe siècle, très remaniée[20]
- Le barrage, qui correspond à la limite sud de la réserve naturelle régionale des Isles du Drac
- Ligne du chemin de fer de la Mure
- Le temple protestant, construit en 1869[21]
- Vestiges de la maison forte dite de la tour des Alleman, propriété de Guillet de Commiers pour le vouloir de la famille des Alleman, déjà seigneurs de Commiers[20]
- la maison forte de Guillet de Commiers, cité dans l'inventaire delphinal du 1339, aujourd'hui disparue[20]

### Héraldique
|  | Notre-Dame-de-Commiers porte d'azur à un sautoir d'argent cantonné de quatre roses de gueules. Ces armes sont héraldiquement fautives : apposer un objet d'une couleur (ici de gueules) sur un champ d'une autre couleur (ici d'azur), est interdit en héraldique. |